# 野木亜紀子
野木 亜紀子（のぎ あきこ、1974年 - ）は、日本の脚本家。
東京都出身。日本映画学校卒業（第8期生）。『さよならロビンソンクルーソー』で2010年の第22回フジテレビヤングシナリオ大賞を受賞し、同作のテレビドラマ化で脚本家デビューした。

## 略歴
学生時代より演劇を始めるが、仲間の演技の才能に圧倒されその道を諦め、映画監督を目指して日本映画学校に進学する。その後ドキュメンタリー制作会社に就職し、取材やインタビューを手がけていた。しかし現場に向かないことを自覚し、映像関連業界に関わる最後の目標として脚本家を目指す。
フジテレビヤングシナリオ大賞に6年にわたって応募を続け、36歳の時に『さよならロビンソンクルーソー』で2010年第22回同賞大賞を受賞し、そのドラマ化作品でデビューを果たした。
その後、『ラッキーセブン』、『主に泣いてます』（ともに2012年）などのフジテレビドラマのほか、実写版映画『図書館戦争』シリーズ、映画『俺物語!!』（2015年）、『アイアムアヒーロー』（2016年）やテレビドラマ『空飛ぶ広報室』（2013年）、『掟上今日子の備忘録』（2015年）、『重版出来!』（2016年）、『逃げるは恥だが役に立つ』（2016年・2021年）など、漫画・小説を原作とする実写映像化作品の脚本を多く手がける。
『重版出来!』で演出を担当した土井裕泰の薦めでオリジナル作品に挑戦するようになり、以降2018年には『アンナチュラル』、『獣になれない私たち』、『フェイクニュース』、2020年には『コタキ兄弟と四苦八苦』、『MIU404』といったオリジナル脚本作品を執筆した。
2023年には連続ドラマW『フェンス』といった配信作品の脚本も執筆しており、本作の評価により第74回芸術選奨放送部門 文部科学大臣賞を受賞している。

## 人物
健康じゃないと結果的に何もできないという考えから食事や睡眠を大切にしている。自身が脚本を執筆したドラマ『アンナチュラル』に登場するセリフである「絶望してる暇があったら、うまいもん食べて寝る」は野木自身にとってもとても大事なことを言っているセリフだったと話している。
悩んでいるときはすぐに寝てしまうことを心がけており、だいたい起き抜けに悩み事の解決方法が思い浮かんでくる。

## 作風
社会問題を題材に作品を執筆することが多く、「社会問題の多くは構造の問題。巡り巡って複雑に絡み合っている」という考え方をベースに問題を矮小化させないよう気をつけながら脚本を制作している。また、「そもそも社会性とエンターテインメントは切り離せない気もします」とも語っている。

## 評価
映画『図書館戦争』第1作、テレビドラマ『空飛ぶ広報室』（ともに2013年）と有川浩原作の映像化脚本を続けて手がけたが、有川には原作を正しく読み解いた上でエピソードを取捨選択する手腕の確かさを高く評価された。
その後も『重版出来!』で東京ドラマアウォード2016にて脚本賞を受賞するなど、原作ファンの批判の対象となりがちな漫画・小説の実写映像化において、原作オリジナルのエピソードに独自のつなぎのエピソードも適切に加えつつ原作の魅力を損なうことなく実写映像化作品としてまとめ上げる手腕が高い評価を得ている。
2018年にはオリジナル脚本作品の『アンナチュラル』『フェイクニュース』でも高い評価を得て、『アンナチュラル』では法医学という馴染みの薄い重い題材を社会問題も巧みに織り交ぜつつユーモアを交えた会話劇や魅力的なキャラクターにより明るくポップな空気感に仕上げ、さまざまな要素を盛り込みながらも散漫さを感じさせない高い構成力が評価され、東京ドラマアウォード2018脚本賞、コンフィデンスアワード・ドラマ賞年間大賞2018脚本賞、平成30年度（第69回）芸術選奨文部科学大臣新人賞放送部門の各賞を受賞している。

## 受賞歴
- 2010年
  - 第22回フジテレビヤングシナリオ大賞『さよならロビンソンクルーソー』
- 2016年
  - 東京ドラマアウォード2016 脚本賞（『重版出来!』）[22]
- 2017年
  - 第6回コンフィデンスアワード・ドラマ賞 脚本賞（『逃げるは恥だが役に立つ』）[23][24]
  - コンフィデンスアワード・ドラマ賞 年間大賞2016 脚本賞（『重版出来!』『逃げるは恥だが役に立つ』）[25][26]
- 2018年
  - 第44回放送文化基金賞 脚本賞（『アンナチュラル』）[27][リンク切れ][28]
  - 第96回ザテレビジョンドラマアカデミー賞 脚本賞（『アンナチュラル』）[18]
  - 第11回コンフィデンスアワード・ドラマ賞 脚本賞（『アンナチュラル』）[29][30]
  - 東京ドラマアウォード2018 脚本賞（『アンナチュラル』）[31]
  - VOGUE JAPAN Women of the Year 2018[32]
  - コンフィデンスアワード・ドラマ賞 年間大賞2018 脚本賞（『アンナチュラル』）[20]
- 2019年
  - 平成30年度（第69回）芸術選奨文部科学大臣新人賞 放送部門（『アンナチュラル』）[33]
  - 第7回 市川森一脚本賞（『アンナチュラル』）[34]
  - 第37回 向田邦子賞（『獣になれない私たち』）[35]
- 2020年
  - 第105回ザテレビジョンドラマアカデミー賞 脚本賞（2020年、『MIU404』）[36]
- 2021年
  - 第44回日本アカデミー賞 最優秀脚本賞（『罪の声』）[37]
- 2024年
  - 第74回芸術選奨 放送部門 文部科学大臣賞（『フェンス』）[38]
  - 第46回ヨコハマ映画祭 脚本賞（『ラストマイル』『カラオケ行こ!』）[39]
- 2025年
  - 第98回キネマ旬報ベスト・テン 日本映画脚本賞（『ラストマイル』）[40]
  - おおさかシネマフェスティバル2025 脚本賞（『ラストマイル』）[41]
  - 第48回日本アカデミー賞 最優秀脚本賞（『ラストマイル』）、優秀脚本賞（『カラオケ行こ!』）[42][43]

## 作品

### テレビドラマ
『空飛ぶ広報室』以降のテレビドラマは全て野木の単独執筆である。
- さよならロビンソンクルーソー（2010年12月29日、フジテレビ）
- 幸せになろうよ（2011年4月期、フジテレビ） - プロット協力
- ラッキーセブン（2012年1月期、フジテレビ）
- 主に泣いてます（2012年7月期、フジテレビ）
- 空飛ぶ広報室（2013年4月期、TBS）
- 図書館戦争 BOOK OF MEMORIES（2015年10月5日、TBS）
- 掟上今日子の備忘録（2015年10月期、日本テレビ）
- 重版出来!（2016年4月期、TBS）
- 逃げるは恥だが役に立つ（2016年10月期、TBS）
  - 逃げるは恥だが役に立つ ガンバレ人類!新春スペシャル!!（2021年1月2日）
- アンナチュラル（2018年1月期、TBS）
- 獣になれない私たち（2018年10月期、日本テレビ）
- フェイクニュース あるいはどこか遠くの戦争の話（2018年10月20日・27日、NHK総合）
- コタキ兄弟と四苦八苦（2020年1月期、テレビ東京）
- MIU404（2020年7月期、TBS）[44]
- 連続ドラマW フェンス（2023年3月19日 - 4月16日、WOWOW）
- 海に眠るダイヤモンド（2024年10月期、TBS）[45]
- スロウトレイン（2025年1月2日、TBS）[46]
- ちょっとだけエスパー（2025年10月期、テレビ朝日）

### 映画
- 図書館戦争シリーズ
  - 図書館戦争（2013年4月27日公開）
  - 図書館戦争-THE LAST MISSION-（2015年10月10日公開）
- 俺物語!!（2015年10月31日公開）
- アイアムアヒーロー（2016年4月23日公開）
- 罪の声（2020年10月30日公開）[47]
- 犬王（2022年5月28日公開、アニメ映画）
- カラオケ行こ!（2024年1月12日公開）
- ラストマイル（2024年8月23日公開）[48]

### 脚本集
- 制作陣が明かすドラマの舞台裏話満載！ 逃げるは恥だが役に立つ シナリオブック（2017年5月、講談社〈KCデラックス〉）ISBN 978-4-06-393227-0
- 獣になれない私たち シナリオブック（2019年4月、河出書房新社）ISBN 978-4-309-02770-8
- MIU404 シナリオブック（2020年12月、河出書房新社）ISBN 978-4-309-02933-7
- フェイクニュース あるいはどこか遠くの戦争の話 シナリオブック（2023年3月、NS書房） ※Kindle版配信のみ
- アンナチュラルシナリオブック（2024年8月、河出書房新社） ISBN 978-4-309-032

### 作詞
- 惑星そぞろ（作曲：名田綾子）（2025年度、NHK全国学校音楽コンクール第92回 高等学校の部）